# Noteć
De Noteć (Duits: Netze) is een zijrivier van de Warta in het westen van Polen. De rivier heeft een lengte van 388 km en een stroomgebied van 17.330 km².
De bron van de Noteć ligt in de woiwodschap Groot-Polen tussen Koło en Włocławek. De Noteć mondt bij Gorzów Wielkopolski uit in de Warta.
Sinds 1775 verbindt het Bydgoszczkanaal de Noteć met de Brda en daarmee met het stroomgebied van de Weichsel.